# Cresta dil Cot
Cresta dil Cot är en bergstopp i Schweiz.   Den ligger i regionen Viamala och kantonen Graubünden, i den östra delen av landet, 150 km öster om huvudstaden Bern. Toppen på Cresta dil Cot är 2 015 meter över havet, eller 58 meter över den omgivande terrängen. Bredden vid basen är 0,48 km.
Terrängen runt Cresta dil Cot är varierad. Närmaste större samhälle är Chur, 15,2 km nordost om Cresta dil Cot. 
I omgivningarna runt Cresta dil Cot växer i huvudsak blandskog. Runt Cresta dil Cot är det ganska tätbefolkat, med 179 invånare per kvadratkilometer.